# Amélie Nothomb
Amélie Nothomb, nata Fabienne Claire Nothomb (Etterbeek, 9 luglio 1966), è una scrittrice belga.

## Biografia
Figlia di un diplomatico belga membro di una delle famiglie brussellesi più in vista, ha trascorso la sua infanzia prima in Giappone e poi in Cina.
«Quitter le Japon fut pour moi un arrachement…», «lasciare il Giappone fu per me uno sradicamento», scrive nel libro autobiografico Stupore e tremori. In Giappone, mentre i suoi fratelli frequentavano la scuola americana, lei frequentò la scuola locale in quanto perfettamente bilingue franco-giapponese: «Moi je parle le franponais» (Biografia della fame) - «io parlo il frangiapponese», scrive nella prima parte della sua autobiografia.
In Cina frequentò la piccola scuola francese locale. Furono anni felici ma comunque difficili, di riflesso alla complicata situazione politica data dal regime comunista. Così Pechino venne vissuta solo nel ghetto degli stranieri di San Li Tun. La tappa successiva fu New York, dove Amélie frequentò il liceo francese e si appassionò alla danza classica, che praticò per breve tempo. L'abbandono di New York coincise con la fine della sua infanzia e l'inizio del duro periodo adolescenziale.
Si trasferisce infatti in Bangladesh: «J'ai vécu dans le pays le plus pauvre au monde» («ho vissuto nel paese più povero del mondo»), dirà in un'intervista alla radio francese; qui conobbe l'anoressia («tra i 15 e i 17 anni smisi di mangiare, il corpo sparisce poco a poco, assieme all'anima») che la marcò profondamente influenzando la sua produzione letteraria. (Biografia della fame). Il Bangladesh la costrinse a lasciare la scuola, che frequentò per corrispondenza, e iniziò a cibarsi esclusivamente di libri. Qui si palesò il forte attaccamento per la sorella maggiore Juliette, «unica compagna della mia adolescenza» ("vivevamo in simbiosi...").
Giunse per la prima volta in Europa a 17 anni e si stabilì a Bruxelles con la famiglia. Nella capitale belga diceva di sentirsi «aussi étrange qu'étrangère» («tanto straniata quanto straniera»); ivi si laureò in filologia classica alla Libera Università di Bruxelles, dove però non riuscì ad integrarsi. Laureatasi, decise di ritornare a Tokyo per approfondire la conoscenza della lingua giapponese studiando la «langue tokyoïte des affaires»: assunta come traduttrice in un'enorme azienda giapponese, visse un'esperienza durissima (da traduttrice fu declassata a guardiana dei servizi igienici), che raccontò in seguito nel libro Stupore e tremori, che riceverà il Grand Prix du Roman dell'Académie française.
Nel 1992 tornò in Belgio e pubblicò Igiene dell'assassino, origine del suo enorme successo letterario. Stabilitasi poi tra Parigi e Bruxelles, dedica 4 ore al giorno alla scrittura e pubblica, per scelta personale, un libro all'anno, alla fine di agosto. I suoi libri vengono tradotti e pubblicati dalle Edizioni Voland di Roma.
I suoi racconti sono prevalentemente autobiografici e la sua fonte di ispirazione è il suo percorso di vita. I suoi romanzi hanno venduto oltre 18 milioni di copie nel mondo.
Con il romanzo Primo sangue, tradotto in Italia da Voland, vince il Premio Strega Europeo nel 2022.

## Famiglia
Ha una sorella maggiore di nome Juliette, nata a Kinshasa, nel 1963, anch'essa scrittrice, e un fratello maggiore di nome André, nato il 23 maggio del 1962.
La madre, Danièle Scheyven (1938), sposò il barone Patrick Nothomb (1936-2020), figlio di André Nothomb (1912-1937), morto in un incidente di sminamento a soli venticinque anni, e di Claude Lancksweert (1914-1970).
Il nonno di Patrick era il noto scrittore Pierre (1887-1966), figlio di Eugénie de le Court e del consigliere della Court d'Appel belga Paul Nothomb (1855-1916), e lo zio, il politico Charles-Ferdinand Nothomb, è nato solo 21 giorni prima di lui.
È discendente dei politici Jean-Baptiste Nothomb e Alphonse Nothomb.

## Premi letterari
- 1993 - Prix René-Fallet con Igiene dell'assassino Edizioni Voland Roma
- 1993 - Prix Alain-Fournier con Igiene dell'assassino Edizioni Voland Roma
- 1993 - Prix Littéraire de la Vocation con Sabotaggio d'amore Edizioni Voland
- 1993 - Prix Jacques Chardonne con Sabotaggio d'amore Edizioni Voland
- 1995 - Prix de jury Jean Giono con Le Catilinarie Edizioni Voland Roma
- 1996 - Prix Roland-de-Jouvenel con Le Catilinarie Edizioni Voland Roma
- 1998 - Premio Chianciano con Le Catilinarie Edizioni Voland Roma
- 1999 - Grand Prix du roman de l'Académie française con Stupore e tremori Edizioni Voland Roma
- 2008 - Prix de Flore con Né di Eva né di Adamo Edizioni Voland Roma
- 2008 - Prix de jury Jean Giono con Causa di forza maggiore Edizioni Voland Roma
- 2021 - Premio Renaudot con Premier sang edizione Albin Michel
- 2022 - Premio Strega Europeo con Primo sangue, Voland

## Opere

### Romanzi
- Igiene dell'assassino (Hygiène de l'assassin, 1992) (Voland, 2001, ISBN 978-88-88700-58-8 - Guanda, 2002, ISBN 978-88-8246-366-3)
(vincitore Prix René-Fallet e Prix Alain-Fournier 1993)
- Sabotaggio d'amore (Le Sabotage amoureux, 1993) (Voland, 1998, ISBN 978-88-88700-34-2 - Guanda, 2001, ISBN 978-88-8246-338-0)
(vincitore Prix Littéraire de la Vocation e Prix Chardonne)
- Le catilinarie (Les Catilinaires, 1995) (Voland, 2001, ISBN 978-88-88700-51-9 - Guanda, 2002, ISBN 978-88-8246-367-0)
(vincitore Grand Prix Jean Giono)
- Ritorno a Pompei (Péplum, 1996) (Voland, 1999, ISBN 978-88-88700-52-6)
- Attentato (Attentat, 1997) (Voland, 1999, ISBN 978-88-88700-26-7)
- Mercurio (Mercure, 1998) (Voland, 2000, ISBN 978-88-86586-96-2)
- Stupore e tremori (Stupeur et tremblements, 1999) (Voland, 2001, ISBN 978-88-86586-95-5 - Guanda, 2006, ISBN 978-88-8246-897-2)
(vincitore Grand Prix du roman de l'Académie française 1999)
- Metafisica dei tubi (Métaphysique des tubes, 2000) (Voland, 2002, ISBN 978-88-86586-85-6 - Guanda, 2004, ISBN 978-88-8246-368-7)
- Cosmetica del nemico (Cosmétique de l'ennemi, 2001) (Voland, 2003, ISBN 978-88-88700-00-7)
- Dizionario dei nomi propri (Robert des noms propres, 2002) (Voland, 2004, ISBN 978-88-88700-16-8)
- Antichrista (Antéchrista, 2003) (Voland, 2004, ISBN 978-88-88700-30-4)
- Biografia della fame (Biographie de la faim, 2004) (Voland, 2005, ISBN 978-88-88700-42-7)
- Acido solforico (Acide sulfurique, 2005) (Voland, 2006, ISBN 978-88-88700-53-3 - Guanda, 2008, ISBN 978-88-6088-636-1)
- Diario di Rondine (Journal d'Hirondelle, 2006) (Voland, 2006, ISBN 978-88-88700-76-2)
- Né di Eva né di Adamo (Ni d'Ève ni d'Adam, 2007) (Voland, 2008, ISBN 978-88-88700-98-4)
(vincitore Prix de Flore)
- Causa di forza maggiore (Le Fait du prince, 2008) (Voland, 2009, ISBN 978-88-6243-023-4)
(vincitore Grand Prix Jean Giono)
- Il viaggio d'inverno (Le Voyage d'Hiver, 2009) (Voland, 2010, ISBN 978-88-6243-057-9)
- Una forma di vita (Une Forme de vie, 2010) (Voland, 2011, ISBN 978-88-6243-078-4)
- Uccidere il padre (Tuer le père, 2011) (Voland, 2012, ISBN 978-88-6243-108-8)
- Barbablù (Barbe bleue, 2012) (Voland, 2013, ISBN 978-88-6243-135-4)
- La nostalgia felice (La nostalgie hereuse, 2013) (Voland, 2014, ISBN 978-88-6243-156-9)
- Pétronille (Pétronille, 2014) (Voland, 2015, ISBN 978-88-6243-176-7)
- Il delitto del conte Neville (Le Crime du comte Neville, 2015) (Voland, 2016, ISBN 978-88-6243-194-1)
- Riccardin dal ciuffo (Riquet à la houppe, 2016) (Voland, 2017, ISBN 978-88-6243-072-2)
- Colpisci il tuo cuore (Frappe-toi le cœur, 2017) (Voland, 2018, ISBN 978-88-6243-315-0)
- I nomi epiceni (Les Prénoms épicènes, 2018) (Voland, 2019 ISBN 978-88-6243-361-7)
- Sete (Soif, 2019) (Voland, 2020 ISBN 978-88-6243-402-7)
- Gli aerostati (Les Aérostats, 2020) (Voland, 2021 ISBN 978-88-6243-417-1)
- Primo sangue (Premier Sang, 2021) (Voland, 2022 ISBN 978-88-6243-470-6)
- Il libro delle sorelle (Le livre des soeurs, 2022) (Voland, 2022 ISBN 978-88-6243-517-8)
- Psicopompo (Psychopompe, 2023) (Voland, 2024 ISBN 978-88-6243-543-7)
- L'impossibile ritorno (L'impossible retour, 2024) (Voland, 2025 ISBN 9788862435666)

### Racconti e novelle
- Légende peut-être un peu chinoise (1993), incluso anche nella raccolta Splendente come una padella
- Elettra (Électre, 1996) (Voland/Glamour, 2012)
- L'Existence de Dieu (1996), incluso anche nella raccolta Splendente come una padella
- Simon Wolff (1996)
- Généalogie d'un Grand d'Espagne (1996)
- Le Mystère par excellence (1999)
- Splendente come una padella (con Kikie Crevecoeur) (Brillant comme une casserole, 1999) (Einaudi, 2007, ISBN 978-88-06-17833-8), include quattro racconti: Leggenda forse un po' cinese (Légende peut-être un peu chinoise, 1993), L'olandese ferroviario (Le Hollandais ferroviaire), Di qualità migliore (De meilleure qualité), L'esistenza di Dio (L'Existence de Dieu, 1996).
- Aspirine (2001)
- Sans nom (2001), incluso anche nella raccolta L'entrata di Cristo a Bruxelles
- L'entrata di Cristo a Bruxelles (Voland, 2008, ISBN 978-88-6243-018-0), include due racconti: L'entrata di Cristo a Bruxelles (L'Entrée du Christ à Bruxelles, 2004) e Senza nome (Sans nom, 2001)
- Les Champignons de Paris (2007)
- Les myrtilles (2011)

### Teatro
- Libri da ardere (Les Combustibles, 1994) (Robin, 2001, ISBN 978-88-7371-376-0)